# آزاده انشا
آزاده انشا ، یک روزنامه‌نگار ایرانی-آمریکایی است که برای روزنامه نیویورک تایمز کار می‌کند او برای مسائل تجاری، خارجی، مترو و فرهنگ نوشته‌است.

## شخصی
آزاده انشا مسلط به زبانهای فارسی و فرانسوی می‌باشد و فارغ‌التحصیلدانشگاه کالیفرنیا است و مدرک کارشناسی ارشد را از دانشکده روزنامه‌نگاری دانشگاه کلمبیا دریافت کرد.

## یادداشت
1. ↑   The New York Times